# Grote sneeuwroem
De grote sneeuwroem (Scilla forbesii (Baker) Speta, synoniem: Chionodoxa siehei Stapf) is een bolgewas uit de aspergefamilie (Asparagaceae).
De bloemen hebben een diameter van 2–2,5 cm en zijn meestal blauw, soms wit of roze van kleur. Wanneer de bloemen blauw zijn, hebben ze een wit hart. De bloemen zijn met een tot zes in een aar gegroepeerd.
De meeldraden zijn deels vergroeid en omsluiten het vruchtbeginsel.
De bloeiperiode is in maart en april.
De plant is afkomstig uit Klein-Azië. In West-Europa is de soort ingeburgerd als stinsenplant.